# Dieter Moebius
Dieter Moebius, (anche noto come Moebius) (San Gallo, 16 gennaio 1944 – 20 luglio 2015), è stato un musicista svizzero.

## Biografia
Fondò i Kluster assieme ad Hans-Joachim Roedelius e Conrad Schnitzler nel 1969. Quando Schnitzler abbandonò la formazione i due membri rimasti la rinominarono Cluster. In seguito il duo si unì al chitarrista dei Neu! Michael Rother per fondare il progetto Harmonia. Moebius partecipò a numerosi progetti e collaborazioni con musicisti quali Conny Plank e Mani Neumeiner dei Guru Guru. Ha partecipato ad un tour assieme a Michael Rother nel 2007. Il 27 novembre dello stesso anno inaugurò con Rother la reunion del progetto Harmonia con un concerto avvenuto all'Haus der Kulturen der Welt di Berlino.

## Discografia parziale
Con i Kluster
- 1970 - Klopfzeichen
- 1970 - Zwei Osterei
- 1971 - Eruption

Con gli Harmonia, con Michael Rother e Hans-Joachim Roedelius
- 1973: Musik Von Harmonia
- 1975: Deluxe
- 1997: Tracks and Traces (registrato nel 1976 con Brian Eno)
- 2007: Live 1974

Con i Cosmic Couriers, Mani Neumeier e Jürgen Engler
- 1996: Other Places

Con Brian Eno e Hans-Joachim Roedelius
- 1977: Cluster & Eno
- 1978: After the Heat

Con Brian Eno, Hans-Joachim Roedelius e Conny Plank
- 1984: Begegnungen
- 1985: Begegnungen II

Con Conny Plank
- 1980: Rastakraut Pasta
- 1981: Material
- 1983: Zero Set (con Mani Neumeier)
- 1995: En Route
- 1998: Ludwig's Law (con Mayo Thompson)

Album solisti
- 1978 Liliental (Moebius & friends)
- 1982 Strange Music (Moebius & Beerbohm)
- 1983 Tonspuren (Moebius)
- 1983 Double Cut (Moebius & Beerbohm)
- 1985 Blue Moon (colonna sonora) (Moebius)
- 1990 Ersatz (Moebius & Renziehausen)
- 1992 Ersatz II (Moebius & Renziehausen)
- 1999 Blotch (Moebius)
- 2006 Nurton (Moebius)